# La driade
La driade è un'opera realizzata nel 1908 dal pittore spagnolo Pablo Picasso.
Questa tela è realizzata con olio su tela, misura cm 185x108 ed è conservata a San Pietroburgo nel Museo dell'Ermitage.
Il soggetto del quadro è una donna nuda, col corpo scomposto ma bilanciato.